# Darevskia derjugini
Darevskia derjugini es una especie de lagarto del género Darevskia, familia Lacertidae. Fue descrita científicamente por Nikolsky en 1898.
Habita al oeste y noreste de la República de Georgia (Pequeño Cáucaso, región de Sujumi, valles de los ríos Kodori e Inguri, en el suroeste del Cáucaso), noreste de Turquía, en la costa del Mar Negro en Georgia, en la vertiente sur occidental del Cáucaso en Rusia y en la parte del noroeste de la montaña del Cáucaso, Krai de Krasnodar.